# Cyan Worlds
Cyan Worlds, Inc. (precedentemente Cyan, Inc. e Cyan Productions) è una azienda che si occupa dello sviluppo di videogiochi, fondata dai fratelli Rand e Robyn Miller nel 1987, e principalmente nota per aver creato la serie di videogiochi Myst. Dopo che Myst ed il suo sequel Riven: Il seguito di Myst hanno venduto milioni di copie, la Cyan realizzò l'avventura massively multiplayer online Uru, che è stato annullato e ripreso più volte nel corso degli anni. Per chiarire nuove direzioni per l'azienda, il presidente Rand Miller ha cambiato il nome da "Cyan" a "Cyan Worlds," dopo la pubblicazione di Riven. L'azienda si trova a Spokane, Washington.